# 鳥海號重巡洋艦

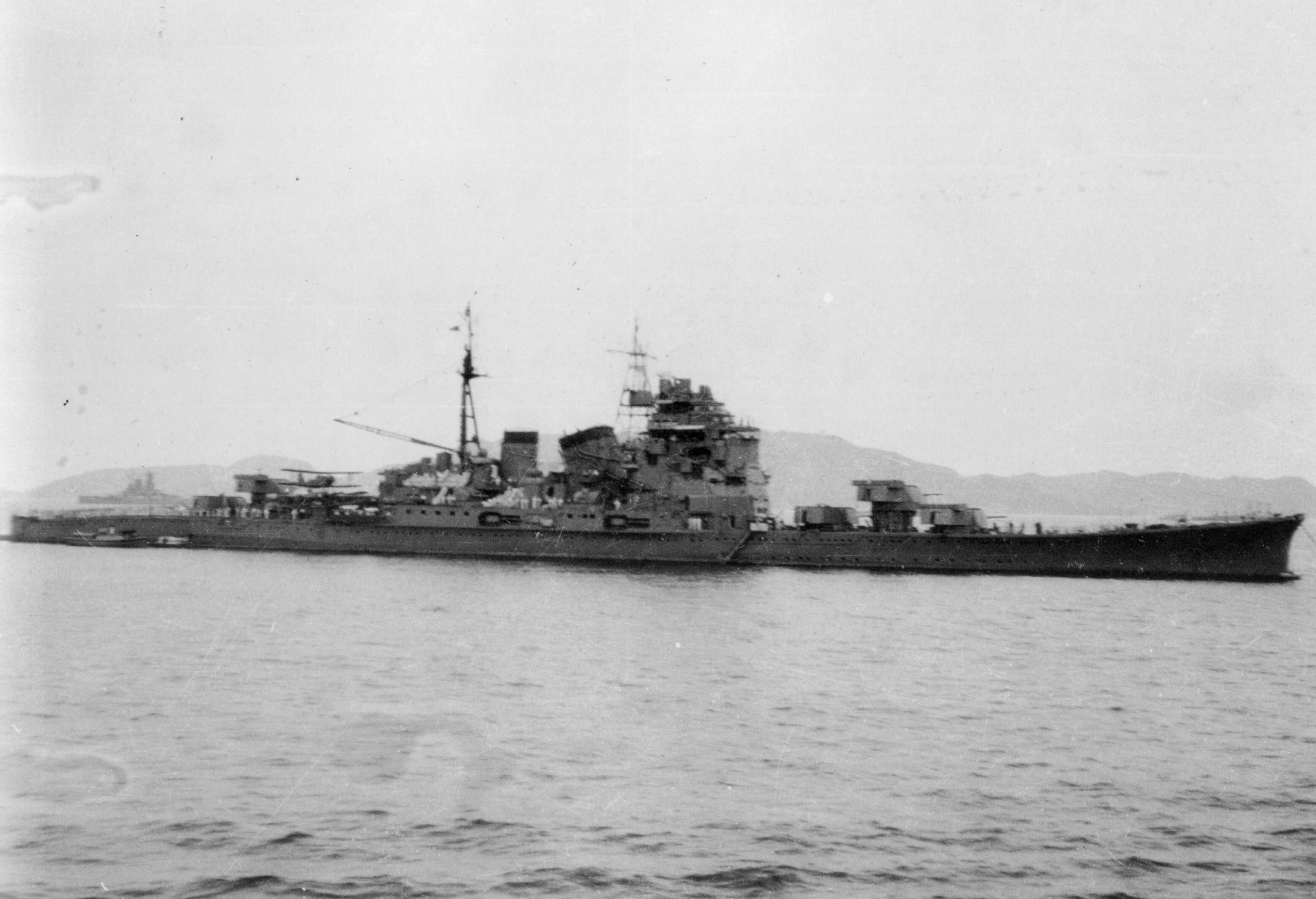
1942年（昭和17年）11月20日或翌日﹐於楚克群島停泊中的「鳥海」。

鳥海（ちょうかい）是大日本帝國海軍（以下為日本海軍）的重巡洋艦。高雄级3號艦。艦名來源為秋田與山形縣境內的鳥海山。艦内神社是從鳥海山大物忌神社分祀出來。使用該名稱的日本海軍艦船共有2艘。另外，這名稱亦由海上自衛隊的金剛型護衛艦（こんごう型護衛艦）4號艦「鳥海（ちょうかい）」所繼承。
在公文上為日本最後竣工的重巡洋艦（一等巡洋艦）（最上级、利根级於計劃時為輕巡洋艦（二等巡洋艦），而直到被悉数击沉為止在公文上未曾作出過更改）。

## 艦歷

### 建造至開戰前
「鳥海」在1928年（昭和3年）3月26日於三菱造船長崎造船所（現・三菱重工長崎造船所）動工，1931年（昭和6年）4月5日に下水，最後在1932年（昭和7年）6月30日由艤裝員長細萱戊子郎大佐的指揮下開始服役。竣工後「鳥海」多次作為艦隊旗艦，這是由於「鳥海」是由客船建造經験豐富的三菱所負責，所以艦內艤裝亦被評為較其他同型艦為佳。同年12月1日4艘高雄级被編成第四戰隊。
1933年（昭和8年）成為第二艦隊旗艦，於同年夏季的特別大演習期間作為藍軍的前衛部隊旗艦，不過在演習時由於「鳥海」的短波通信曾短暫失靈，因此在海軍的通信關係者之間稱為「鳥海事件」，並成為一個需要解決的問題。演習後在横濱近海舉行的觀艦式中作為裕仁座舰「比叡」的先導艦，同年末對無線設備進行局部改裝、翌年1934年（昭和9年）後繼續作為第二艦隊旗艦期間，加設了九一式高射裝及對引擎部分進行小改裝，於1936年（昭和11年）10月在神戶近海舉行的大演習觀艦式中再度作為御召艦「比叡」的先導艦，其後，在進行改善工程期間縮短了前部桅桿及更換了後部桅桿的起重機，亦同時將毘式40毫米單裝機槍拆除及設置九三式13毫米四聯裝機槍等改装。
1937年（昭和12年]）7月「鳥海」在改善工程完成後，期間正直前後抗战爆發，因此第四戰隊以旅順作為據點並對黄海沿岸進行作戰支援。1938年（昭和13年）春，在「高雄」與「愛宕」進始進行改装工程及離開戰列後，與「摩耶」共同組成第四戰隊並在日本本土近海進行訓練，另一方面作為第二艦隊旗艦進入中國沿岸，同年10月因作為聯合艦隊主力的示威行動一環而於廈門寄港。1939年（昭和14年）跟前年同様與「摩耶」進行訓練任務及在大陸方面作戰，不過在11月被調離了在竣工後一直隸屬的第四戰隊，直到1940年（昭和15年）10月為止作為第二遣支艦隊的旗艦

### 太平洋戰爭
「鳥海」在1941年（昭和16年）返回日本本土並復歸第四戰隊後原預定進行於本文後述的改装工程，但因對外情勢緊迫等原因只進行了設置舷外電路設置次類的出師準備工程。12月8日太平洋戰爭開戰時，「鳥海」作為小澤治三郎中将指揮下的南遣艦隊旗艦，並進行對進攻馬來半島作支援，及參加追蹤英國海軍的Z部隊。
1942年（昭和17年）1月及2月，參加荷屬東印度及加里曼丹島的攻略作戰。2月22日，聖積克岬付近觸及暗礁受損。27日，因需修理而到達星加坡。修理後對蘇門答臘島廖內及安達曼群島作登陸支援。其後，停泊於緬甸丹老。1942年（昭和17年）4月1日離開丹老後，參加於印度洋中的通商破壞（破交戰）作戰（C作戰）。4月6日，將美國船隻「邊維爾」號（Bienville）及英國船隻「恒河」號（Ganges）擊沈。4月22日，返回橫須賀》，5月增加了機槍後於同月29日至6月14日為止參加了中途島海戰並為攻略部隊护航。7月14日，聯合艦隊再次編成後「鳥海」成為第八艦隊（司令長官三川軍一中將）旗艦並進入拉包爾。8月7日，美軍進襲瓜達爾卡納爾島。「鳥海」向瓜達爾卡納爾島出擊並參與第一次所羅門海戰。該作戰中，「鳥海」被來自美國海軍重巡洋艦「昆西」號與「阿斯托利亞」號的砲擊擊中，當中艦橋及第一砲塔中彈，導致34名人員戰死。在第三次所羅門海戰期間，與進行對瓜達爾卡納爾島亨德森機場夜間砲擊的第七戰隊（鈴谷、摩耶、天龍）匯合並進行退避時，「鳥海」受到SBD無畏式俯衝轟炸機攻擊，艦首與艦橋右舷被近彈擊中。同艦隊的僚艦「衣笠」沈沒，「摩耶」中度損毀。在日本軍從瓜達爾卡納爾島撤退後，「鳥海」被解除了第八艦隊旗艦的任務，並於1943年（昭和18年）2月20日返回橫須賀。在所羅門海戰中受損的部分完成維修後，於8月20日從第八艦隊調到第二艦隊第四戰隊，並在9月加裝機槍和雷達後前往南方，不過於11月5日，第四戰隊等第二艦隊中較先進入拉包爾的部隊遭到空襲（拉包爾空襲）。而「鳥海」在空襲期間因執行救援油槽船的任務而不在拉包爾，因而免受空襲，不過其他的高雄级各艦由於各受到不同程度的損傷，所以「鳥海」跟隨僚艦後退到楚克島。

### 結局
1944年（昭和19年）6月，參與馬里亞納海戰。10月期間參與雷伊泰灣海戰。第四戰隊各艦於10月23日受到美軍潜艇擊攻撃，各艦均受到不同損害，這時，「鳥海」為高雄级之中唯一未受損者。於24日，「鳥海」受到美軍機隊的攻擊但並沒有受到損害，翌日25日於薩馬島海戰與美國艦隊交戰。在「鳥海」攻擊美國護衛空母期間受到護航航空母艦「白原」號5吋炮弹的攻击，「鳥海」右舷的船體中央部被炮弹擊中，導致甲板上裝備的魚雷被誘爆，更波及並破壞了引擎及船舵，逼使「鳥海」從戰列中離脱。其後，被艦載機部隊攻擊，「鳥海」引擎室前方被500磅炸彈擊中並引起大火，艦上亦嚴重損毀。同日，「鳥海」被驅逐艦「藤波號」用魚雷擊沉。而乘組員移乘「藤波」後，「藤波」之後亦在空襲中被擊沉，「鳥海」及「藤波」兩艦沉沒後並沒有生存者。
於1944年（昭和19年）12月20日除籍。戰後，於長崎縣佐世保市的舊海軍墓地東公園內建立了「鳥海」及「藤波」聯名的慰霊碑。

## 「鳥海」・「摩耶」的近代化改裝
「鳥海」及「摩耶」的近代化改裝預定於1941年（昭和16年）度內實施，同年12月因開戰的關係而沒有進行。這是由於當時對外情勢緊迫及另有一說指如前所述般因經常作為旗艦任務，成為其中一個節騰不出時間接受改裝的原因。而準備改裝的内容為將艦橋縮小，並以先進行改裝的「高雄」、「愛宕」作基準，但其後部桅桿並不在範圍之內。
其後「摩耶」在拉包爾空襲後修理戰傷期間一併進行了改裝，而「鳥海」雖然亦已經計劃好進行與「摩耶」同樣的改裝，更已準備好圖紙，但到最後也沒有進行改裝的機會，而「鳥海」的裝備如下：
- 45口徑10年式12厘米單裝高角砲4座（「高雄」等艦為40口徑八九式12.7厘米聯裝砲4座）
- 八九式61厘米聯裝魚雷發射管4座（「高雄」等艦為九二式4聯裝發射管4座）

上述的高角砲・魚雷發射管由竣工開始裝備直至到最後。另外，在戰爭後期裝備了雷達（前部桅桿上為二號一型1座，艦橋中為二號二型2座）。

## 歷代艦長
※資料為基於《艦長たちの軍艦史》109-111頁，以及《日本海軍史》第9巻・第10巻的「將官履歷」。

### 艤裝員長
1. 三木太市 大佐：1931年4月5日 -
2. 細萱戊子郎 大佐：1931年12月1日 -

### 艦長
1. 細萱戊子郎 大佐：1932年6月30日 - 1932年12月1日
2. 谷本馬太郎 大佐：1932年12月1日 - 1933年11月15日
3. 小池四郎 大佐：1933年11月15日 - 1934年11月15日
4. 三川軍一 大佐：1934年11月15日 -- 1935年11月15日
5. 春日篤 大佐：1935年11月15日 - 1936年12月1日
6. 奥本武夫 大佐：1936年12月1日 -
7. 五藤存知 大佐：1937年7月12日 -
8. 保科善四郎 大佐：1938年11月15日 -
9. 古宇田武郎 大佐：1939年11月1日 -
10. 渡邊辺清七 大佐：1940年10月19日 -
11. 早川幹夫 大佐：1942年4月25日 -
12. 有賀幸作 大佐：1943年3月1日 -
13. 田中穣 大佐：1944年6月6日 -1944年10月25日戰死

## 乘組員
1. 柳澤長八 少尉

## 同型艦
- 高雄 IV - 愛宕 III - 摩耶 II

## 註腳
1. 1 2  『世界巡洋艦物語』356p。1944年6月30日調査。
2. ↑  昭和3年11月7日付 海軍内令 第313号。
3. ↑  #聯合艦隊軍艦銘銘伝96頁
4. ↑  #寄贈品受領に関する件p.2『今回本艦艦名ニ因メル鳥海山所在地方ヨリ左記ノ通リ寄贈方申出有』
5. ↑  #寄贈品受領に関する件p.2『一、宮殿（御神霊奉安殿） 一宇 寄贈者 国幣中社大物忌神社』
6. ↑  丸スペシャル121号、52頁
7. ↑  「高雄」與「愛宕」進行改装工程時之所以移動後部桅桿，就是被指出發生通信異常的起因源於高雄型的前後桅桿間隔太短。
8. ↑  丸スペシャル121号、79-80頁
9. ↑  丸スペシャル121号、46頁
10. ↑  艦船模型スペシャルNo.26、76頁
11. ↑  『高雄型重巡』、20-21頁
12. ↑  丸スペシャル121号、51-53頁
13. ↑  丸スペシャル121号、折込付表
14. ↑  #海軍生活放談588頁
15. ↑  Hornfischer, James D. . Bantam. 2004. ISBN 978-0-553-38148-1.
16. ↑  艦船模型スペシャルNo.26、91頁

## 關聯項目
- 大日本帝國海軍艦艇一覽
- 鳥海 I（砲艦）
- 古川登志夫 - 演員、聲優、解說員。古川的長兄善一郎，為太平洋戰爭時「鳥海」的機關砲手，在22歲時戰死。
- 鳥海（護衛艦）